# Cykas indický
Cykas indický (Cycas circinalis) je rostlina z čeledi cykasovitých (Cycadaceae) ve třídě cykasy (Cycadopsida). Řadí se mezi nejznámější cykasy. Z tohoto důvodu posloužil i jako typová rostlina pro definici celé čeledi cykasovitých. Rostlina tohoto druhu v Praze je také druhým nejstarším českým cykasem.

## Rozšíření
Cykas indický roste v Indii v omezených počtech v pohoří Západní Ghát a státech Kérala, Karnátaka, Tamilnádu a Maháráštra.

## Cykas indický vČesku

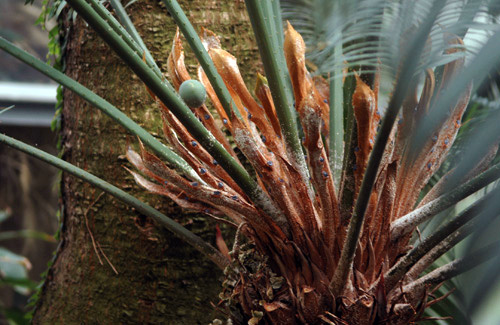
SAMICE: Megasporofyly - plodolisty se semenem a neoplodněnými vajíčky (malé modré tečky)

Cykas indický je rostlinou zastoupenou ve všech botanických sbírkách v ČR.
Nejstarším, největším a nejdražším cykasem v ČR je přibližně 200 let starý cykas indický (C. circinalis) v botanické zahradě Na Slupi Univerzity Karlovy v Praze. Podle růstových tabulek by jeho věk mohl být i dvojnásobný, datum jeho dovozu do Čech není známo. Vzrostlé stromy Na Slupi, byly znaleckým posudkem ohodnoceny každá na 1 000 000 Kč. Jedná se tedy o pravděpodobně nejdražší známé rostliny v Česku. Tyto cykasy jsou zasazeny ve volné zemi a jsou tedy prakticky nepřesaditelné, což ovlivnilo i nedávnou rekonstrukci skleníků, které musely být obestavěny kolem nich.
Tato rostlina není v maloobchodním prodeji v ČR na rozdíl od běžného cykasu japonského. Velmi zřídka ji lze získat z výprodeje přebytků českých botanických zahrad a v poslední době se začala objevovat ve velkoobchodě na holandských květinových burzách. V Itálii pak bývá běžně dostupný vzhledově velmi podobný cykas Rumpfův.

## Etymologie

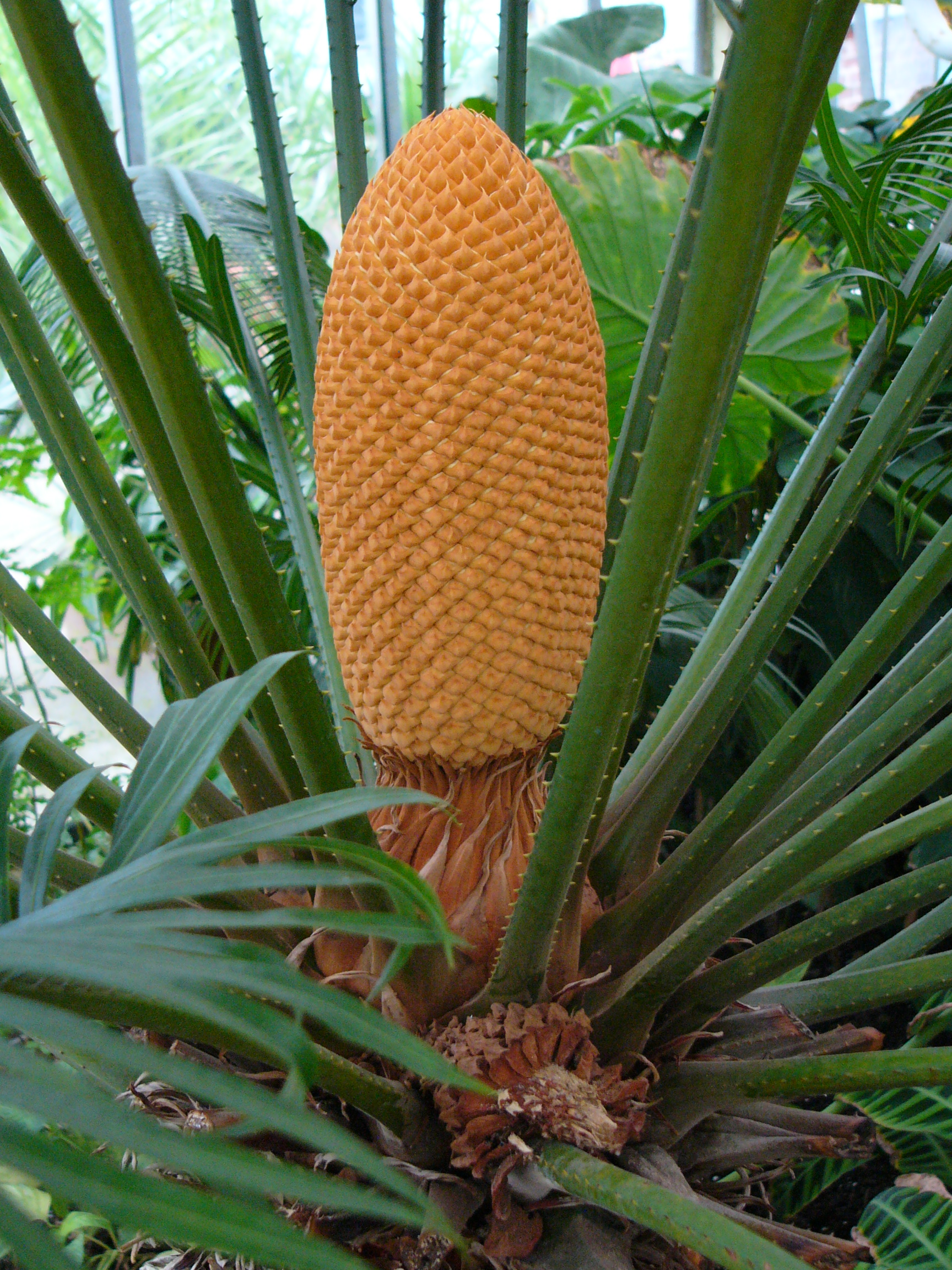
SAMEC: šištice cykasu indického

Slovo kykas znamená v řečtině palma. Slovo circinalis (stočený) označuje stočené lístky, které se podobně jako listy kapradin při růstu pomalu odvíjejí od řapíku. Tato vlastnost je nicméně typická pro většinu cykasů.
Český název „cykas indický“ poprvé použil Jan Svatopluk Presl ve Wšeobecném rostlinopise z roku 1846 jako „cykas indský“. Autor zde pojmenoval i tři z nyní popsaných jedenácti rodů cykasů.